# 拉杜日內 (弗拉基米爾州)
56°00′N 46°20′E / 56.000°N 46.333°E
拉杜日內（俄语：Ра́дужный）是俄羅斯弗拉基米爾州中部的一個保密行政區，位於弗拉基米爾以南12公里。2002年人口17,506人。
1971年因軍事工業設計所而建立。1977年改稱弗拉基米爾-30（Влади́мир-30）。1991年建市並改現名。